# M16A1
M16A1 er et amerikansk designet stormgevær. Det er den første variant af M16 riflen der blev udleveret i større omfang. Den blev taget i brug af det amerikanske forsvar i 1967, under Vietnamkrigen. Der var mange problemer i starten, riflen havde en kedelig tendens til at få funktionsfejl, fordi den var meget følsom over snavs. M16A1 havde mulighed for at skyde fuldautomatisk og halvautomatisk, i modsætning til de senere modeller, der generelt var begrænset til treskudsbyger og halvautomatisk. Riflen var nyskabende, fordi den brugte den nye 5.56 x 45 mm NATO riffel ammunition, i stedet for 7.62 mm, som dens forgænger M14 riflen. Den nye ammunition var betydeligt lettere, og derfor kunne den enkelte soldat bære flere skud i felten. 5.56 mm ammunitionen var til gengæld mindre kraftig, og var dermed dårligere til at uskadeliggøre fjenden, eller gennemtrænge forhindringer, som mure, træer eller sandsække. Fordele og ulemper ved 5.56 mm ammunition i forhold til 7.62 mm er noget der stadig diskuteres i dag. I slutningen af 1980'erne blev M16A1 erstattet af M16A2 i det amerikanske forsvar.